# Maxau
Maxau ist ein Weiler im Ortsteil Knielingen der Stadt Karlsruhe. Maxau ist direkt am Rhein gelegen. Es ist keinesfalls die Abkürzung von Maximiliansau, das zwar in unmittelbarer Nähe auf der anderen Rheinseite liegt, aber nicht zu Karlsruhe, sondern zum rheinland-pfälzischen Wörth am Rhein gehört.

## Hofgut Maxau

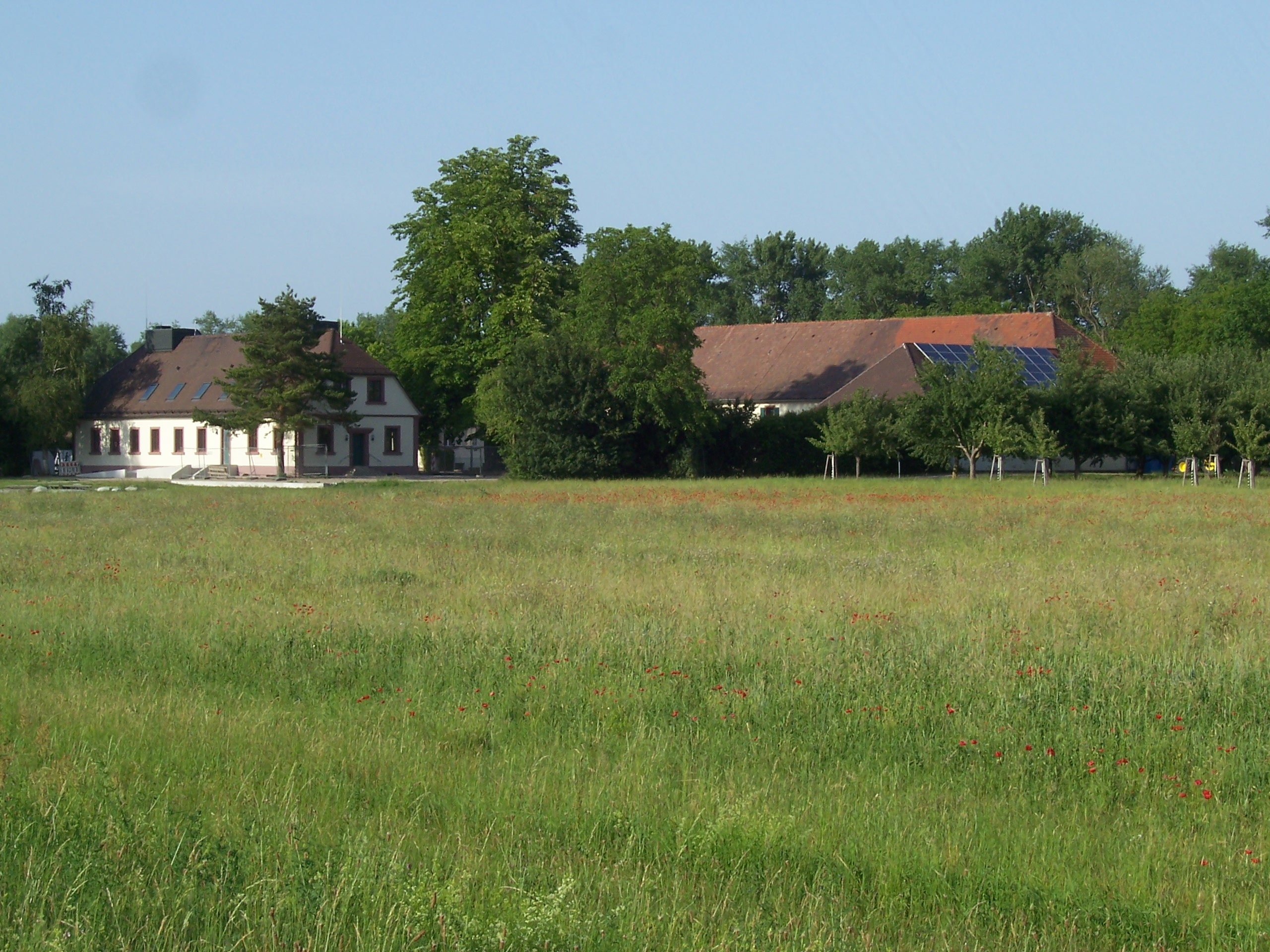
Hofgut Maxau

Namensgeber von Maxau ist der Markgraf Maximilian von Baden (1796–1882, jüngster Sohn des Großherzogs Karl Friedrich von Baden). Er erwarb um 1835 die drei Rheininseln Abtsgründel, Langengrund und Katersgrund mit dem bereits bestehenden Abtsgrundhof (auf der Insel Abtsgründel). Mit der Rheinregulierung war dieses Gebiet rechtsrheinisch, also auf badischer Seite zu liegen gekommen. Dem Hof gab er den Namen „Maximilians-Au“, erweiterte das Hofgut, ließ das erworbene Gelände weiter urbar machen und verband die drei Inseln miteinander. Etwa ab 1860 wurde der Name des Hofguts zu „Maxau“ verkürzt.
Zum Hofgut Maxau gehört ein etwa 172 Hektar großes Gelände (etwa 25 Hektar Ackerland, 70 Hektar Knielinger See und 61 Hektar Auenwald). Im Jahr 2005 erwarb die Stadt Karlsruhe das Hofgut vom Haus Baden.

## Rheinbrücken
Hauptartikel: Rheinbrücke Maxau
1840 wurde bei Maxau eine erste Rheinbrücke eröffnet, die den früheren Fährbetrieb ablöste. Diese erste Brücke war eine Straßen-Schiffsbrücke auf schwimmenden Schiffsrümpfen. 1865 wurde eine neue Schiffsbrücke (wiederum auf 34 schwimmenden Pontons) errichtet, die dem Eisenbahnverkehr diente, aber auch von Wagen und Fußgängern benutzt werden konnte. Eine moderne Bahn- und Straßenbrücke, die den Schiffsverkehr nicht behinderte, wurde erst 1938 gebaut.
Heute führen zwei parallel verlaufende Brückenbauwerke für den Straßen- und Schienenverkehr über den Rhein. Die heutige Eisenbahnbrücke wurde 1991 in Betrieb genommen. Die jetzige Straßenbrücke ist eine Schrägseilbrücke mit einem einzigen Pylon und wurde 1963 bis 1966 erbaut.

## Verkehr
Maxau ist heute ein Haltepunkt an der Bahnstrecke Winden–Karlsruhe, der von den Stadtbahnlinien S5 und S51 der Stadtbahn Karlsruhe bedient wird.
Die erste Bahnverbindung führte 1862 als Maxaubahn von Karlsruhe nach Maxau; kurz darauf angeschlossen über die Schwimmbrücke von 1865 an die Pfälzische Maximiliansbahn. Bis 1938 musste im Bahnhof Maxau jeder Zug aufgrund der Schwimmbrücke rangiert werden.

## Hafen und Pegel

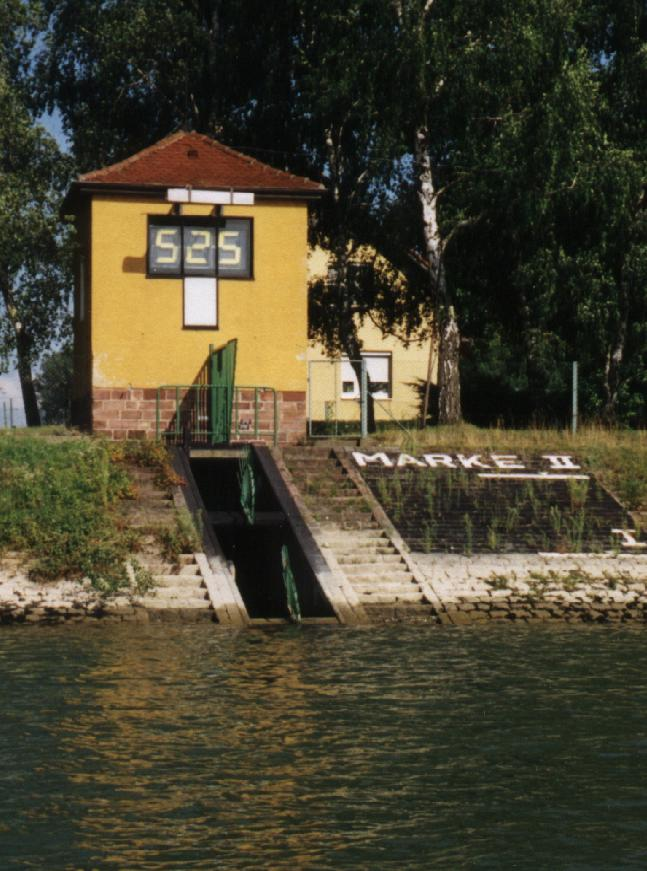
Pegel Maxau

Der Hafen Maxau ist heute ein Jachthafen. Zwischen 1862 und 1901, also vor dem Bau des Rheinhafens, war der Hafen Maxau ein wichtiger Rheinhafen für die Stadt Karlsruhe.
In der Nähe des Hafens befindet sich der Pegel Maxau bei Rheinkilometer 362,3 R. Es ist einer der Pegel am Rhein; diese sind für die Rheinschifffahrt und den Hochwasserschutz wichtig.

## Industrie
Die Maxauer Papierfabrik mit einer jährlichen Produktion von bis zu 500.000 Tonnen Druckpapier gehört seit dem 1. März 2023 zur Schwarz-Gruppe, die sie von Stora Enso übernahm. 1997 hatte Enso Oyj (1998 zu Stora Enso fusioniert) den mehrheitlichen Anteil der E. Holtzmann & Cie. AG übernommen. Diese übernahm 1964 das Gebiet Maxau/Karlsruhe von der Ettlingen-Maxau Papier- und Zellstoffwerke AG. Die Fabrik liefert seit 2023 Fernwärme in das Fernwärmenetz Karlsruhes.

## Sehenswürdigkeiten
Ein Denkmal für Johann Gottfried Tulla, den Initiator und Planer der Rheinbegradigung, steht bei Rheinkilometer 360,9 auf Höhe des Rheinabschnittes, an dem 1817 die Arbeiten begonnen wurden.

## Natur und Umwelt
Ein Naturschutzgebiet „Altrhein Maxau“ (34 Hektar) besteht seit 1980. Zusammen mit dem benachbarten kombinierten Natur- und Landschaftsschutzgebiet „Burgau“ dient es zum Schutz der Naturfläche, die den Knielinger See, den Altrheinarm und heutigen Federbach, sowie die ehemalige Überflutungsaue des Rheins umfasst.
Teil der „Burgau“ ist das unter Landschaftsschutz stehende Gewann „Abtsgründel“, der Bereich zwischen Knielinger See und Rhein, auf dem das „Hofgut Maxau“ 1829 Platz gefunden hat. Hier plant die Stadt Karlsruhe einen Landschaftspark.